# Christoph Dionysius von Seeger

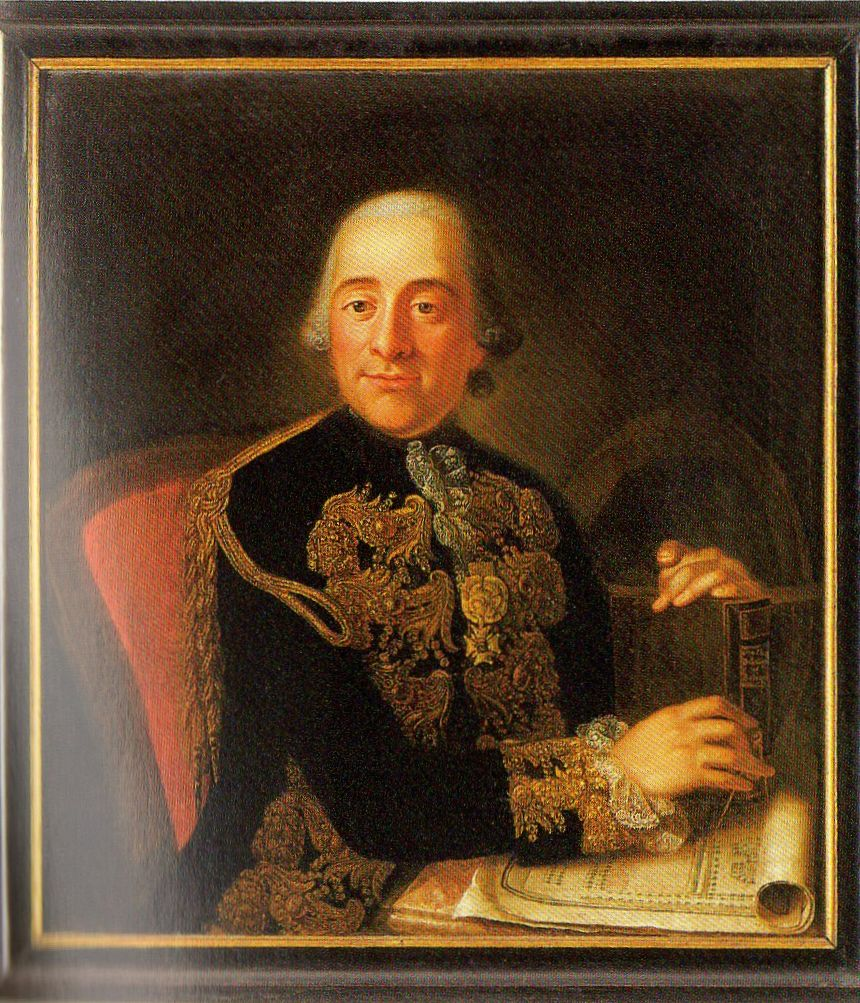
Christoph Dionysius Seeger um 1775, Gemälde von Johann Konrad Schleehauf

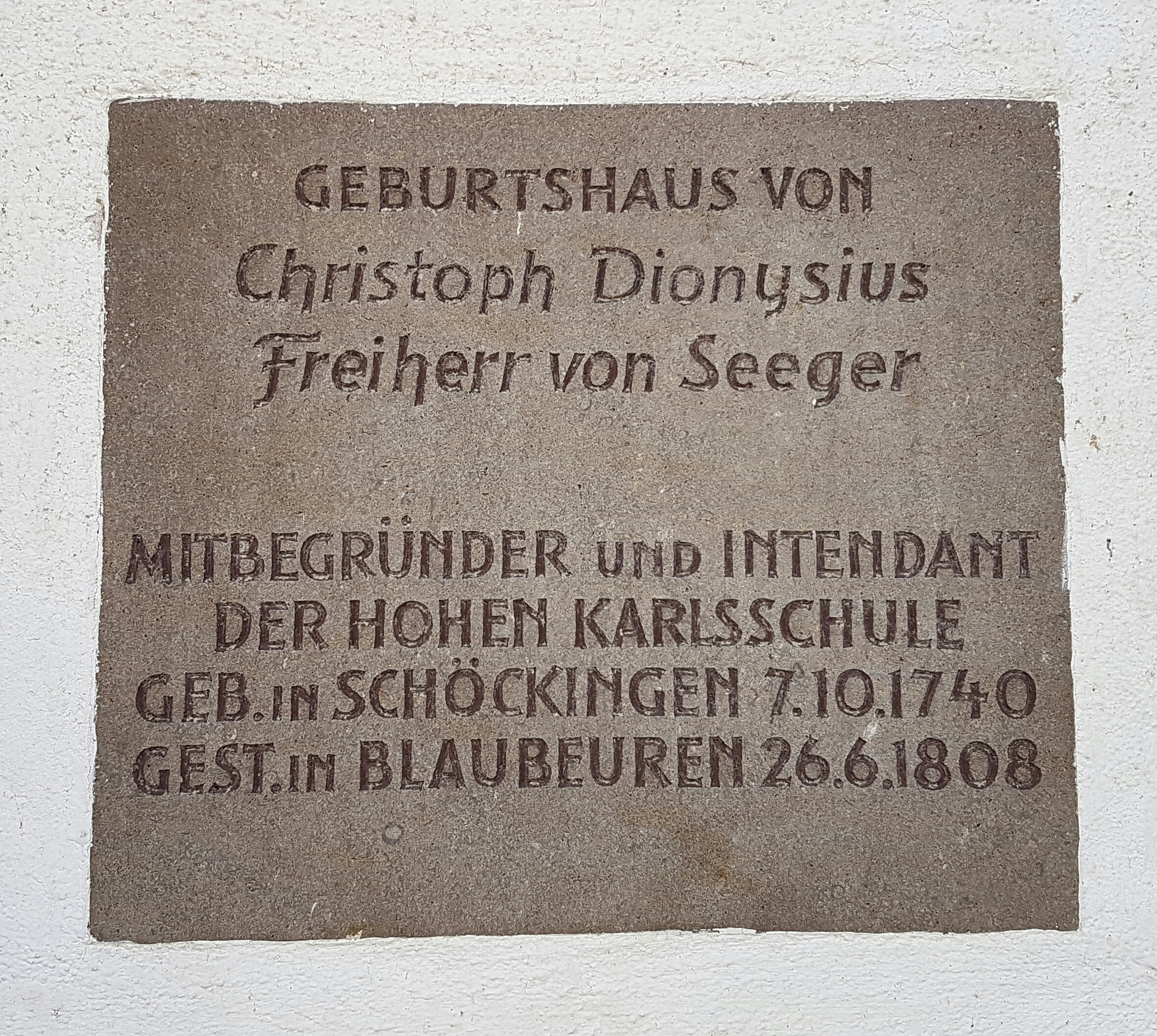
Gedenktafel am Geburtshaus in Schöckingen

Christoph Dionysius Seeger, ab 1801 Freiherr von Seeger, (* 7. Oktober 1740 in Schöckingen; † 26. Juni 1808 in Blaubeuren) war einer der frühesten Lehrer und ein Hauptorganisator der Hohen Karlsschule.

## Leben
Christoph Dionysius Seeger war ein Sohn des Schöckinger Pfarrers Johann Gottlieb Seeger und kam im dortigen Pfarrhaus zur Welt. Ursprünglich ebenfalls zum geistlichen Stand bestimmt, besuchte er die Seminare in Blaubeuren und Bebenhausen, trat dann aber als Fahnenjunker in das Grenadier-Regiment à cheval von Phull ein und nahm am Feldzug gegen Preußen teil. Zu seiner weiteren Ausbildung studierte er an der Universität Tübingen. Sein Interesse galt vor allem der Mathematik.
Herzog Carl Eugen betraute ihn zunächst mit Aufgaben im Straßenbau, später mit der Leitung der Planierungs- und Gartenarbeiten auf Schloss Solitude. Seeger hatte dort auch Soldatensöhne als Gärtner auszubilden. Aus diesen Anfängen entwickelte sich später die „Pflanzschule“ Carl Eugens. Seeger inspirierte den Herzog dazu, in dieser Schule nicht nur Handwerker, sondern auch Offiziere heranzubilden, und wurde bald darauf Intendant der Karlsschule. In dieser Eigenschaft hatte er die Lehrpläne zu entwerfen, den Unterricht und die Prüfungen zu überwachen, die Lehrkräfte auszuwählen und überhaupt die Erziehung der Zöglinge zu leiten. Nachdem Carl Eugen am 21. Oktober 1793 gestorben war, lag die Leitung der Karlsschule, die seit 1781 als Hohe Karlsschule den Status einer Universität hatte, in Seegers Händen. Allerdings wurde sie schon im darauf folgenden Frühjahr geschlossen, da Herzog Ludwig Eugen das Werk seines Vorgängers nicht fortsetzen wollte.
Seeger wurde nun Obrist im Schwäbischen Kreis. Von 1800 an hatte er die Führung des württembergischen Reichskontingents inne. Er kämpfte mit seinen Truppen in der Schlacht bei Höchstädt. 1801 wurde er durch den Kaiser in den Freiherrenstand erhoben, 1805 war er Befehlshaber des württembergischen Hilfskorps unter Napoleon gegen Österreich. Ein Jahr später quittierte er aus gesundheitlichen Gründen als Generalmajor und Brigadier den aktiven Dienst und 1808 starb er während eines Aufenthalts bei seiner Tochter Caroline Friederike von Kauffmann in Blaubeuren.
Außer dieser Tochter Caroline hatte er mit seiner Frau Johanne Louise den Sohn Carl Christian von Seeger, der Staatsrat und Generalwasserbaudirektor wurde, sowie die Töchter Charlotte Maria und Franziska Wilhelmine und den Sohn Eugen.

## Gedenken
Am Geburtshaus erinnert seit 1987 eine Gedenktafel an Christoph Dionysius von Seeger.

## Schriftzeugnisse etc.

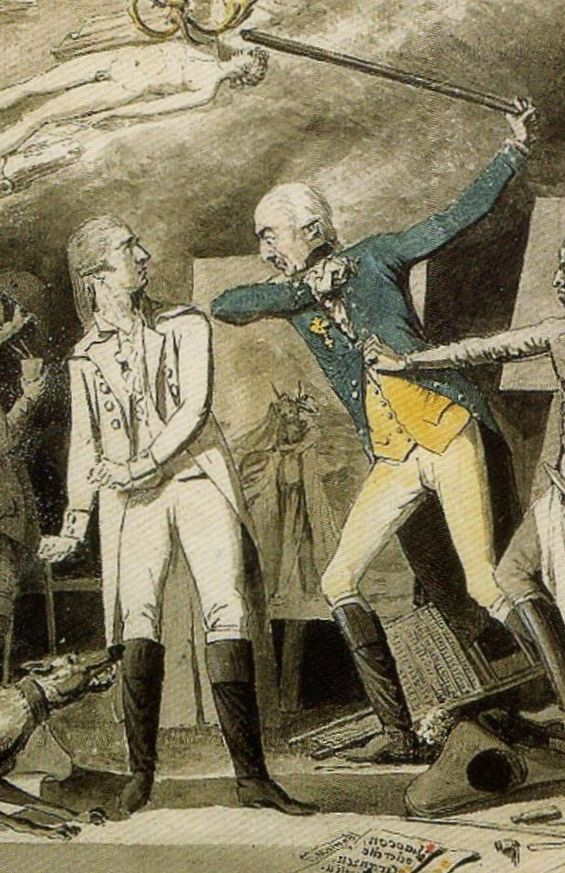
Karikatur von Joseph Anton Koch: Seeger prügelt einen aufsässigen Schüler

Zahlreiche Schriftzeugnisse Seegers, der den gesamten Schriftverkehr der Hohen Karlsschule kontrollierte, befinden sich im Hauptstaatsarchiv in Stuttgart (Bestand HStAS A 272). Seeger legte auch eine Silhouettensammlung an; darin befand sich unter anderem ein getuschter Schattenriss des jungen Friedrich Schiller, der wohl als frühestes erhaltenes Bild des Dichters gelten kann.

## Werke
- Abhandlung von dem Einfluß der Künsten und Wissenschaften in die Kriegskunst. Tübingen 1762 (Online)